# Rolie, Polie, Olie
A Rolie, Polie, Olie (eredeti címén Rolie Polie Olie) amerikai–kanadai–francia televíziós 3D-s számítógépes animációs sorozat, amelyet a Studio 306 és Nelvana készített. A sorozatot 1998. október 4-étől Amerikában a Playhouse Disney vetítette, Magyarországon a Minimax sugározta a 2. évadig, később az M2 tűzte műsorra.

## Ismertető
A kisgyermekeknek szóló sorozatban a 3 legjobb barát Rolie, Polie, Olie élik együtt napjaikat.

## Szereplők
| Szereplők                                      | Szereplők         | Eredeti hang                   | Magyar hang     | Magyar hang     | Magyar hang     | Magyar hang     | Magyar hang     | Magyar hang     |
| Szereplők                                      | Szereplők         | Eredeti hang                   | Évad            | Évad            | Évad            | Évad            | Évad            | Évad            |
| Magyar név                                     | Eredeti név       | Eredeti hang                   | 1.              | 2.              | 3.              | 4.              | 5.              | 6.              |
| ---------------------------------------------- | ----------------- | ------------------------------ | --------------- | --------------- | --------------- | --------------- | --------------- | --------------- |
| Rolie Polie (1-2. évad) Olie Polie (3-6. évad) | Olie Polie        | Cole Caplan                    | Szokol Péter    | Szokol Péter    | Bolba Tamás     | Bolba Tamás     | Markovics Tamás | Markovics Tamás |
| Polie Polie                                    | Zowie Polie       | Kristen Bone                   | Bálint Sugárka  | Bálint Sugárka  | Bálint Sugárka  | Bálint Sugárka  | Bálint Sugárka  | Bálint Sugárka  |
| Mr. Percy Polie (apci)                         | Mr. Percy Polie   | Adrian Truss                   | Csuha Lajos     | Csuha Lajos     | Kassai Károly   | Kassai Károly   | Kassai Károly   | Kassai Károly   |
| Mrs. Polina Polie (anci)                       | Mrs. Polina Polie | Catherine Disher               | Udvarias Anna   | Udvarias Anna   | Antal Olga      | Antal Olga      | Antal Olga      | Antal Olga      |
| Pappy Polie (nagypapi)                         | Pappy Polie       | Len Carlson                    | Albert Péter    | Uri István      | Versényi László | Versényi László | Pálfai Péter    | Pálfai Péter    |
| Olie (1-2. évad) Rolie (3-6. évad)             | Spot              | Robert Norman Smith            | (saját hangján) | (saját hangján) | (saját hangján) | (saját hangján) | (saját hangján) | (saját hangján) |
| Kozmoszkutya                                   | Space Dog         | Robert Norman Smith            | (saját hangján) | (saját hangján) | (saját hangján) | (saját hangján) | (saját hangján) | (saját hangján) |
| Kocka Billy                                    | Billy Bevel       | Joshua Tucci Kristopher Clarke | Molnár Levente  | Molnár Levente  | Bartucz Attila  | Bartucz Attila  | Bartucz Attila  | Bartucz Attila  |
| Gizmo Polie                                    | Gizmo Polie       | Adrian Truss                   |                 | Csuha Lajos     | Fazekas István  | Fazekas István  | Fazekas István  | Fazekas István  |
| Kocka Binky                                    | Binky Bevel       | Sunday Muse                    |                 | Molnár Levente  | Molnár Ilona    | Molnár Ilona    | Molnár Ilona    | Molnár Ilona    |
| Kocka Baxter                                   | Baxter Bevel      | Philip Williams                | Albert Péter    | Albert Péter    | Albert Péter    | Albert Péter    | Albert Péter    | Albert Péter    |
| Kocka Bonita                                   | Bonita Bevel      | Ellen Ray Hennessy             | Agócs Judit     | Agócs Judit     | Agócs Judit     | Agócs Judit     | Agócs Judit     | Agócs Judit     |
| Dicey                                          | Dicey             | Richard Binsley                | (saját hangján) | (saját hangján) | (saját hangján) | (saját hangján) | (saját hangján) | (saját hangján) |
| Mollie Pi                                      | Pollie Pi         | Rebecca Brenner                | Dögei Éva       | Dögei Éva       | Dögei Éva       | Dögei Éva       | Dögei Éva       | Dögei Éva       |
| Csavi                                          | Screwy            | Noah Reid                      | Szalay Csongor  | Szalay Csongor  | Szalay Csongor  | Szalay Csongor  | Szalay Csongor  | Szalay Csongor  |
| Göri                                           | Wheelie           | Al Mukadam                     |                 |                 |                 | Szalay Csongor  | Baráth István   | Baráth István   |
| Kozmoszkölyök                                  | Space Boy         | Kyle Fairlie                   |                 |                 |                 | Fekete Zoltán   | Berkes Bence    | Berkes Bence    |
| Gyerek Percy                                   | Young Percy       | Kyle Fairlie                   | Kassai Károly   | Kassai Károly   | Kassai Károly   | Kassai Károly   | Kassai Károly   | Kassai Károly   |
| Gyerek Gizmo                                   | Young Gizmo       | Michael Cera                   | Fazekas István  | Fazekas István  | Fazekas István  | Fazekas István  | Fazekas István  | Fazekas István  |
| Háromszög tanárnő                              | Miss Triangle     | Jen Gould                      | ?               | ?               | ?               | ?               | ?               | ?               |
| Nagy Palicsek                                  | Big Gene Green    | Richard Binsley                | Kassai Károly   | Kassai Károly   | Kassai Károly   | Kassai Károly   | Kassai Károly   | Kassai Károly   |
| Kicsi Palicsek                                 | Little Gene Green | Jake Goldsbie                  | Markovics Tamás | Markovics Tamás | Markovics Tamás | Markovics Tamás | Markovics Tamás | Markovics Tamás |
| Bemondó a TV-ben                               | TV Announcer      | Len Carlson                    | Bolla Róbert    | Bolla Róbert    | Bolla Róbert    | Bolla Róbert    | Bolla Róbert    | Bolla Róbert    |
| Mikulás                                        | Klanky Klaus      | Howard Jerome John Neville     | Faragó András   | Faragó András   | Faragó András   | Faragó András   | Faragó András   | Faragó András   |
| Robosztusz Maximusz                            | Gloomius Maximus  | James Woods Paul Haddad        | Forgács Gábor   | Forgács Gábor   | Forgács Gábor   | Forgács Gábor   | Forgács Gábor   | Forgács Gábor   |
| Polieanna néni                                 | Aunt Polie Anna   | Tedde Moore                    | ?               | ?               | ?               | ?               | ?               | ?               |
| Chuck Squarey                                  | Chuck Squarey     | Andrew Craig                   | Seder Gábor     | Seder Gábor     | Seder Gábor     | Seder Gábor     | Seder Gábor     | Seder Gábor     |

## Epizódok

### 1. évad
1. Kis húg, nagy gond
2. Fahéj színű pirítós
3. Olie szunyókálna
4. Házi detektívek
5. Lázadás a kalózhajón
6. Hol a nagypapi?
7. Olie szülinapja – Olajos, az olajlovag – Mindenre jó kutya
8. Kocka kuckó – Polie harmonikája – Engedetlen gyerkőcök
9. A rugi-rugó – Csiki-csuki – Tánci-tánci
10. Hajdanában – Utánozó Polie – A moraj
11. Polie nyer – Csuklom – Fruzsi gyengélkedik
12. Két papánk van – Mi legyek? – Mágnesemberek
13. Lim-lom vadászat – Mi van Jack? – Felnőttek és gyerekek

### 2. évad
1. A mama házon kívül van – Polie-pötty – Repüljünk, repüljünk!
2. Meglepetés – Egérfogó – Az űrben és túl
3. Halúrfi – Roller derby – Szülinapi ajándék maminak
4. A turbó kupé – Ne ess eső, ne ess! – Tengerparti gizmóparti
5. Y-2 papi – Fejtetőn – Babszi pápá megy
6. A beírás – Binky baba – A nagy rekord döntő nap
7. Hová tűnt Rolie? – Menj kutya, menj! – Apa és fia
8. A szellembellem legendája – Oh, borzalom!
9. Ámorbogár – Hét perc és indulunk – Rolie új ruhája
10. Láthatatlan küldetés – Gyurjunk izomra – Hipno-szemüveg
11. Csillagos éjszaka – A hóember – Csingilingi-nap estéje
12. A mi kis állatkertünk – Polie, a szuperhős – Coupy-nak valami nem tetszik
13. Polie is, Rolie is – Kockázatos helyzet – Kockás repülő a kerek világban
14. Megvagy! – A tavaszi tyúk – Tojásápolás

### 3. évad
1. Háztűznéző – Kártyavár – Körben áll egy kiskocka
2. Turbózd fel! – Fogat fogért – Polie gyűjtemények
3. Gügyögés – Kutyabemutató – Füttyös Polie
4. A gyökerek – Olie 1, Olie 2, Olie 3, Olie 4 – Testcsere
5. Amnézia -1001 éjszaka -Erőpróba a Polie-karámban
6. Csináljunk történelmet! – Kozmosz apukák kalandjai – Csilivili nap
7. Polie nyomozó esete a sütivel – A hazugság – A válasz: lefekvés
8. Majd ha felnőssz, Olie – Kiskutya fürdik – Bújócska, szunyóka
9. Visszapörgető – Ki a legjobb? – De miért?
10. Minigolf golf – A robot mumus – Nem kell puszi

### 4. évad
1. A mű-barát – Apci ágyban marad – Pörgős dal
2. Fagyi-bolygó – Az űrlovagok – Horgonyt fel!
3. Babázás – A macska rúgja meg – Táncőrület
4. Buborék baj – A segélyhívás – A Binky-szitter
5. Ki a legisrosszabb? – Kirakós fejtörő – Robocserkészek
6. A rozsda legyen veled! – Kiakadva – Szappantartó derby
7. Rolie, Polie, Olie kincsei – Elvesztettük megtaláljuk – Polie virágocskája
8. Nappali éjszaka – Polie biciklizni tanul – Győzedelmes Olie
9. Tévé-bánat – Ultra szuper űrhősök – Olie világot lát
10. Boldog sportos nap – Napló mánia – Az altatódal
11. Ébresztő! – Tütü rosszkedvű – Köszönöm és kérem
12. Kari – Klippiklopp – Fura Olie
13. A kék hal dala – Katalinka szállj el – Az ottalvós buli

### 5. évad
1. A kis hős – Binky szülinapja – Láthatatlan bújócska
2. Hozzuk ki a legjobbat! – A szipi-szupirobot – Nem kell szerelő!
3. Dinó robotok – Egy kis sportszerűség – Nagypapi cimborái
4. Gyerekes versenyszellem – Az új fiú – Polie hercegnő
5. Pillangókisasszony – A költözés- Ez nem igazság!
6. A kihívás – Körszakáll szelleme – Használd a fejed!
7. Göri, a jó barát – Szivárvány üldözés – Kövesd az orrodat!
8. Három méteres Olie – A szivárgás – Csikibolha invázió
9. Csillagkép-mentés – A várépítés – Csavi, a legjobb
10. Vak szerelem – A szépség és a robotszörny – Olie robotja
11. Nem minden a külső – Kényszerpihenő – Minden jó, ha jó a vége?

### 6. évad
1. Szupi Polie és a baba dinamó – Mágnes influenza – Apró kívánság
2. Vendég a múltból – Kozmikus robotok – Gizmó mami mesél
3. Öreg csillag, nem vén csillag – Szívből jövő ajándék – A Kockanap
4. A gonosz Mogorvusz-Maximusz – Kétbalkezes Olie – A vészhívás
5. Szupi-nyami ragacs – Kéz a kézben – Böfi parádé
6. Uzsonnamester 3000 – Kirakós bolygó – Egy visszájára fordított nap
7. Polie és az ovifrász – Gatyavillantós nap – Mikor Napi úr bekékül
8. Felegyenesítőben a segítség – A nagy Modor-vadászat – Polie-pukkantós nap
9. A kisbabák titkos élete – Sssss – A gügyi-gyügyi gagyogó blues
10. Nagy babák – Sükebóka sárkányok – Iker pesztra